# Реал Фарма
«Реа́л Фа́рма» (укр. «Реал Фарма») — украинский футбольный клуб из Одессы. Основан в 2000 году. В 2010 году клуб получил статус профессионального. Цвета клуба — красно-белые. Пятикратный победитель Зимнего первенства Одессы, победитель чемпионата Одессы и обладатель Кубка Одессы
Выступает в чемпионате Украины среди команд второй лиги. Команду называют «Фармацевтами». Также популярно прозвище «Аптекари».
С сезона 2014/2015 свои домашние матчи команда проводит на стадионе «Иван».

## История

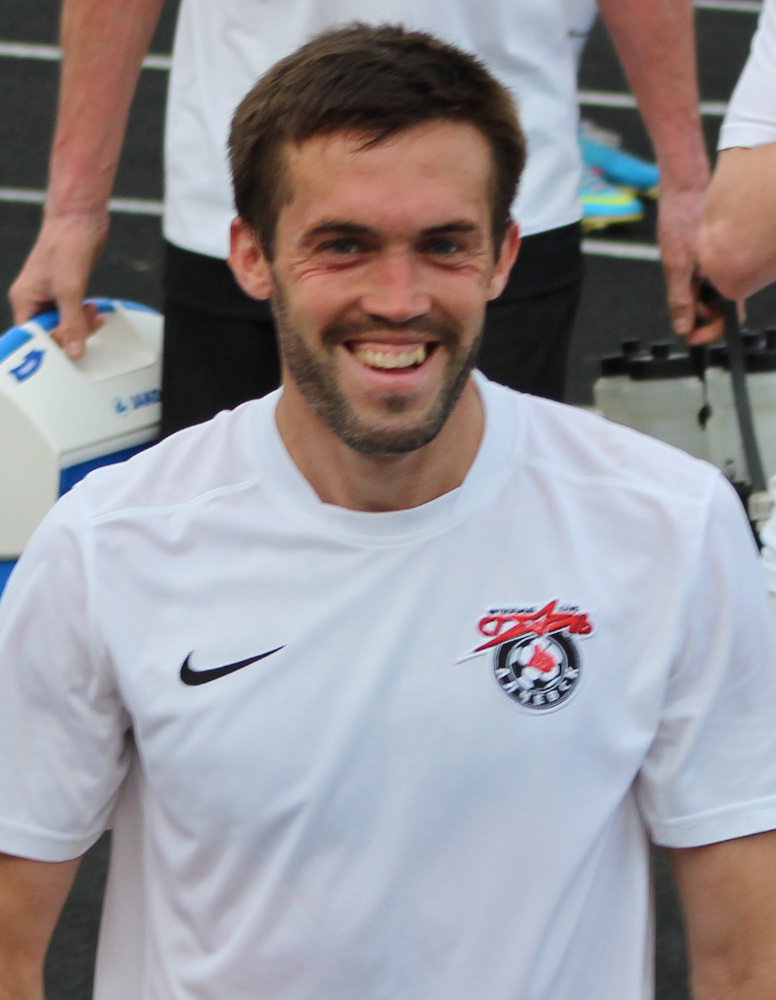
Антон Хромых — выступал за команду в 2015—2017 годах

### Первые сезоны
В сезоне 2011/12 «Реал Фарм» дебютирует во Второй лиге Украины. 16 июля 2011 команда провела первый матч на профессиональном уровне. В матче первого предварительного этапа Кубка Украины команда сыграла с командой «Сталь» из Каменского. Первый «профессиональный» гол команды на счету Владимира Королькова. Первую победу команда одержала в 5-м туре победившие дома «Кристалл» (Херсон) со счётом 1: 0. В течение сезона одерживает первую крупную победу.
Во второй части сезона 2012/13 команда переезжает в Овидиополь и доиграет свой второй сезон во Второй лиге на стадионе Стадион «Днестр» имени Виктора Дукова.
С начала сезона 2013/14 меняет название на «Реал Фарма» и представляет Овидиополь, Одесской области. В сентябре 2013-го в тренерский штаб «Реал Фарм» вошёл лучший бомбардир «Черноморца» за всю историю и первый футболист в независимой Украине, забивший 100 мячей в официальных матчах Тимерлан Гусейнов. По сегодняшний день Тимерлан Рустамович работает в клубе. С 2014 года команду возглавил Владислав Зубков.
В розыгрыше Кубка Украины сезона 2014/15 футбольный клуб «Реал Фарма» впервые в своей истории принимал участие в 1/16 вторых по значимости национальных футбольных соревнований Украины. На этом этапе команда лишь минимально уступила представителю Премьер-лиги, донецком «Олимпике». В чемпионате команда занимает четвёртое место. В начале 2015 году «Реал Фарма» проводит домашние матчи на стадионе «Иван» в г. Одесса. Лучший гол сезона во Второй лиге забивает защитник «Реал Фарм» Павел Новицкий отличившись в 14-м туре в ворота Кристалла.

### Сезон 2015/16
С июня 2015 клуб официально вновь представляет Одессу. В мае 2016-го по соглашению сторон было прекращено сотрудничество с Владиславом Зубковым, который занимал должность главного тренера. Стороны договорились о досрочном расторжении контракта. Исполняющий обязанности главного тренера стал экс-игрок национальной сборной Украины Александр Бондаренко, ранее тренировавший «Реал Фарма-2». Его помощником стал экс-игрок сборной Казахстана Сергей Костюк. В конце сезона 2015/16 играл на одном из самых известных стадионов в Одессе — «Спартак».

### 2016—н.в.
30 июля 2016-го были представлены титульный спонсор ФК Реал Фарма — компания EVEprint и технический спонсор — ТМ GERA. Капитан команды Сергей Кравченко представил новый дизайн формы. Клуб формирует новую стратегию развития.
Реал Фарма первой во всей второй лиге наколотила 10 мячей на своём поле. В сезоне 2016/2017 клуб, как минимум, повторил своё высшее достижение — 1/16 финала Кубка Украины, получив в соперники столичный «Оболонь-Бровар».

## Символика клуба

### Клубные цвета
| Красный | Белый |

### Эмблема клуба
В июне 2013 года, при подготовке к новому сезону во второй лиге чемпионата Украины, назрела необходимость в создании новой эмблемы. Первоначальная идея заключалась в том, чтобы привести логотип в клубных цветов — белого и красного, и добавить в конце букву «а» в связи с небольшим переименованием.
Однако впоследствии идея трансформировалась и в социальных сетях был объявлен конкурс, где любой болельщик мог предоставить свой вариант логотипа. Вследствие руководством был одобрен и утверждён с доработками вариант болельщика Романа Джоли с Чернигова.
Основная форма, на которой построена новая эмблема осталась прежней — круг, символизирующий общее объединение, направленное на развитие футбольного клуба.
С предыдущей эмблемы «Реал Фарма» был перенесён вид футболиста, бьющего по мячу — как символ движения вперёд. Указан год предоставления клубу профессионального статуса — 2010. Цветовая гамма логотипа дополнена синим цветом.

### Форма и спонсоры
| Годы             | Производители формы |
| ---------------- | ------------------- |
| 2011 — 2013      | Joma                |
| 2013 — 2015      | Nike                |
| 2015—н. в.       | Joma                |
| 30/07/2016—н. в. | GERA                |

| Годы             | Титульные спонсоры |
| ---------------- | ------------------ |
| 30/07/2016—н. в. | EVEprint           |

## Стадион

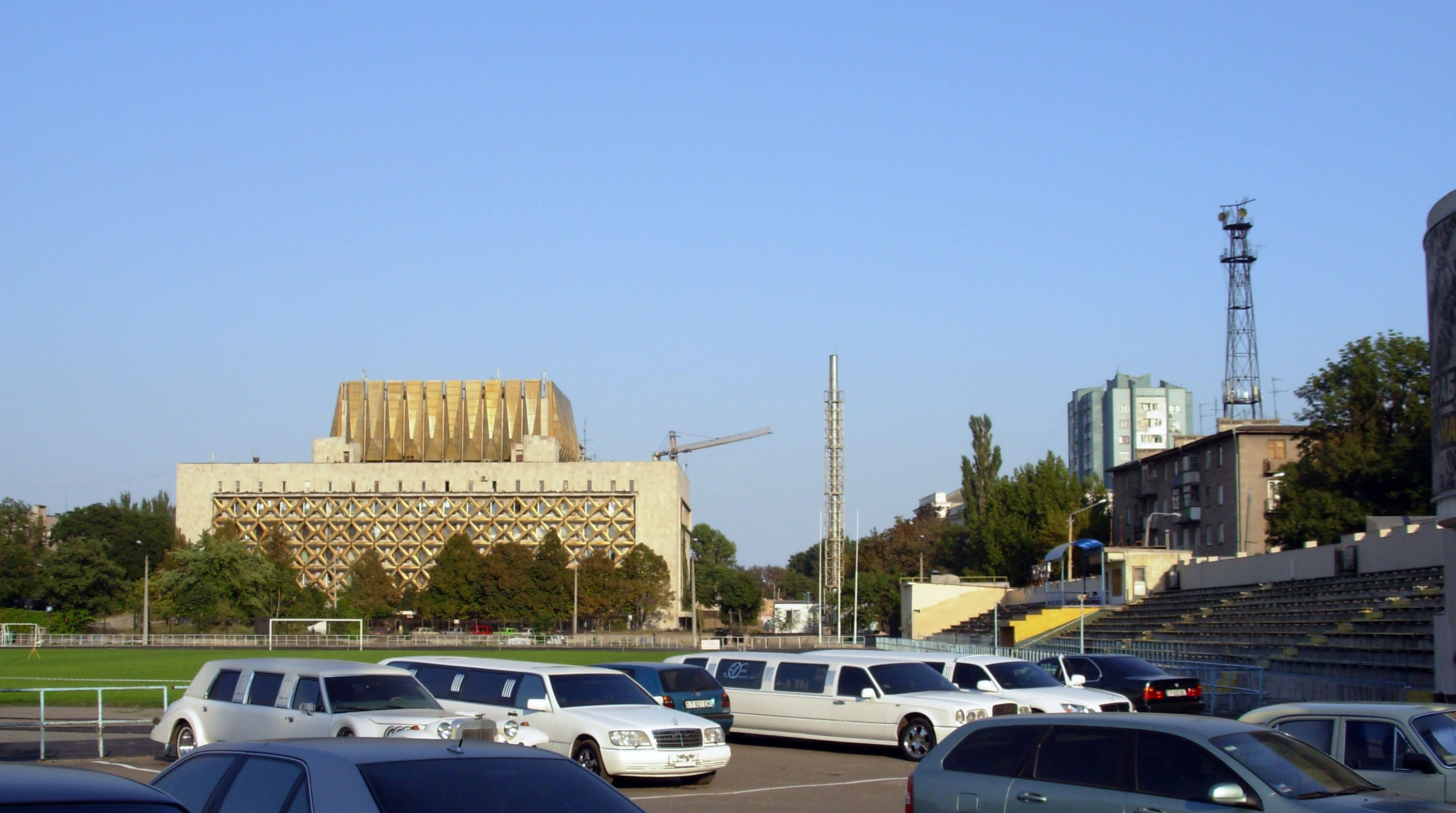
Стадион Спартак

Стадион «Спартак» находится в живописным центре Одессы, рядом с театром Музыкальной Комедии, железнодорожным вокзалом и Чёрным морем. «Спартак» имеет почти пять тысяч индивидуальных сидений, газон неплохого качества, табло.
Стадион был построен в 1928 году и в то время он был главной ареной города, на которой играла свои матчи сборная Одессы. К тому времени стадион вмещал 10 000 зрителей. А в один из послевоенных матчей на него набилось все пятнадцать, именно в тот день был установлен рекорд стадиона по посещаемости.
В 70-х годах в местной власти в рамках генплана развития Одессы возникла мысль снести стадион, но местные жители его отстояли, за что десятью годами позже были награждены реконструкцией любимой арены. Стадион получил две отдельных трибуны вместо двух подковообразных, вместимость после реконструкции составила 6000.
На сегодняшний день стадион «Спартак» имеет опрятный вид как снаружи, так и изнутри. На территории стадиона есть: тренировочное поле, фитнес-центр, парковка. Размеры поля 105х68. На данный момент вместительность стадиона составляет 4800 зрителей.

## Достижения

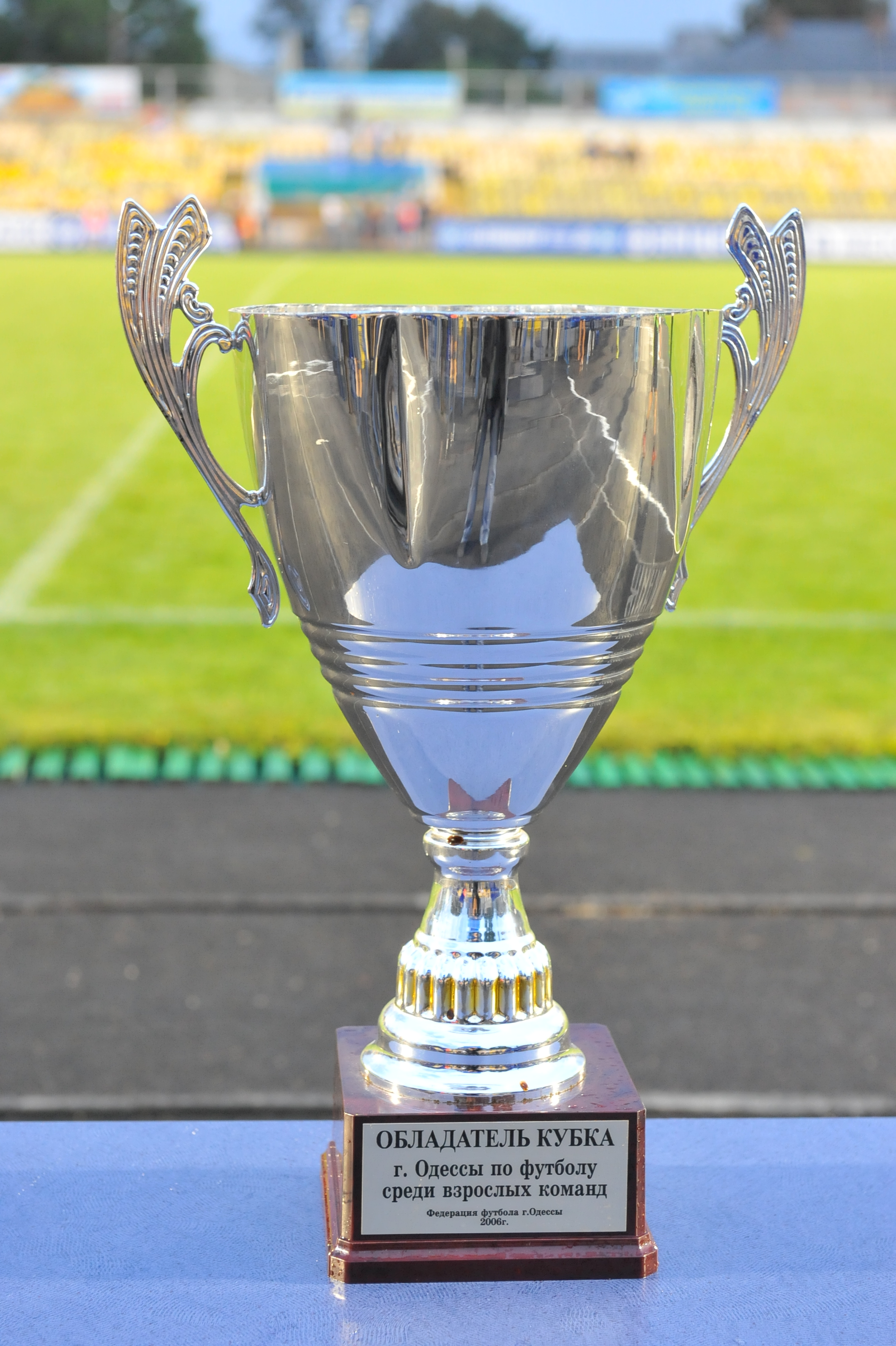
Реал Фарма — победитель Кубка Одессы 2009 года

#### Региональные
Чемпионат Одессы
- Победитель: 2006
- Серебряный призёр (2): 2004, 2010
- Бронзовый призёр: 2007

Кубок Одессы
- Победитель: 2009
- Серебряный призёр: 2008

Зимнее первенство Одессы
- Победитель (5): 2009, 2010, 2011, 2013, 2016
- Серебряный призёр (3): 2005, 2014, 2015
- Бронзовый призёр (3): 2007, 2008, 2013

#### Достижения игроков
- Лучший гол Второй лиги сезона 2014/2015 забил Павел Новицкий (в ворота ФК Кристалл Херсон, 14 тур)
- Лучший бомбардир зимнего первенства Одессы 2006/2007: Александр Бредис (14)
- Лучший бомбардир зимнего первенства Одессы 2010/2011: Олег Войников (14)

## Состав
| 1  | Флаг Украины | Вр  | Максим Подгородецкий | 1992 |  |  |  |  |  |
| 12 | Флаг Украины | Вр  | Алексей Друи         | 2003 |  |  |  |  |  |
|    |              |     |                      |      |  |  |  |  |  |
| 2  | Флаг Украины | Защ | Артём Мовчанюк       | 2005 |  |  |  |  |  |
| 3  | Флаг Украины | Защ | Александр Тарасов    | 2003 |  |  |  |  |  |
| 4  | Флаг Украины | Защ | Александр Мулык      | 2007 |  |  |  |  |  |
| 13 | Флаг Украины | Защ | Валерий Гайваненко   | 2003 |  |  |  |  |  |
| 19 | Флаг Украины | Защ | Андрей Меленчук      | 2003 |  |  |  |  |  |
| 27 | Флаг Украины | Защ | Денис Курьяков       | 2003 |  |  |  |  |  |
|    |              |     |                      |      |  |  |  |  |  |
| 5  | Флаг Украины | ПЗ  | Владислав Мотычак    | 2003 |  |  |  |  |  |
| 7  | Флаг Украины | ПЗ  | Николай Лиховидов    | 1966 |  |  |  |  |  |

| 9  | Флаг Украины | ПЗ  | Евгений Варбан      | 2007 |  |  |  |  |  |
| 16 | Флаг Украины | ПЗ  | Егор Третьяков      | 2006 |  |  |  |  |  |
| 20 | Флаг Украины | ПЗ  | Александр Фабер     | 2003 |  |  |  |  |  |
| 24 | Флаг Украины | ПЗ  | Марк Шилов          | 2004 |  |  |  |  |  |
| 25 | Флаг Украины | ПЗ  | Вадим Гранчар       | 1998 |  |  |  |  |  |
| 33 | Флаг Украины | ПЗ  | Никита Щербак       | 2001 |  |  |  |  |  |
| 44 | Флаг Украины | ПЗ  | Максим Марченко     | 2002 |  |  |  |  |  |
| 77 | Флаг Украины | ПЗ  | Андрей Лиховидов () | 1999 |  |  |  |  |  |
|    |              |     |                     |      |  |  |  |  |  |
| 11 | Флаг Украины | Нап | Андрей Золкин       | 2004 |  |  |  |  |  |
| 15 | Флаг Украины | Нап | Алексей Скрыпник    | 2004 |  |  |  |  |  |

## Руководство и тренерский штаб
| Должность               | Имя               |
| ----------------------- | ----------------- |
| Президент               | Николай Лиховидов |
| Спортивный директор     | Сергей Неделков   |
| и. о. главного тренера  | Валентин Полтавец |
| Тренер                  | Сергей Матюхин    |
| Тренер по физподготовке | Пётр Бычок        |
| Админиистратор          | Игорь Шинкаренко  |

## Статистика
| Сезон   | Лига       | Место | М  | В  | Н | П  | ГЗ | ГП | О  | Кубок Украины |
| ------- | ---------- | ----- | -- | -- | - | -- | -- | -- | -- | ------------- |
| 2011-12 | Вторая «A» | 7     | 26 | 9  | 6 | 11 | 28 | 41 | 33 | 1/64 финала   |
| 2012-13 | Вторая «A» | 6     | 20 | 8  | 6 | 6  | 23 | 25 | 30 | 1/64 финала   |
| 2012-13 | Вторая «1» | 6     | 30 | 9  | 9 | 12 | 35 | 49 | 36 | 1/64 финала   |
| 2013-14 | Вторая     | 11    | 36 | 14 | 5 | 17 | 30 | 57 | 47 | 1/32 финала   |
| 2014-15 | Вторая     | 4     | 27 | 11 | 9 | 7  | 40 | 29 | 42 | 1/16 финала   |
| 2015-16 | Вторая     | 7     | 26 | 12 | 9 | 5  | 31 | 29 | 41 | 1/32 финала   |